# Oceania Rugby Women's Championship 2022
El Oceania Rugby Women's Championship de 2022 fue la cuarta edición del torneo femenino de rugby.

## Equipos participantes
- Selección femenina de rugby de Fiyi
- Selección femenina de rugby de Papúa Nueva Guinea
- Selección femenina de rugby de Samoa
- Selección femenina de rugby de Tonga

## Tabla de posiciones
| Pos. | Equipo             | Encuentros | Encuentros | Encuentros | Encuentros | Tantos  | Tantos    | Tantos     | Puntos Bonus | Puntos Totales |
| Pos. | Equipo             | jugados    | ganados    | empatados  | perdidos   | a favor | en contra | diferencia | Puntos Bonus | Puntos Totales |
| ---- | ------------------ | ---------- | ---------- | ---------- | ---------- | ------- | --------- | ---------- | ------------ | -------------- |
| 1    | Fiyi               | 3          | 3          | 0          | 0          | 217     | 31        | +186       | 3            | 15             |
| 2    | Samoa              | 3          | 2          | 0          | 1          | 140     | 48        | +92        | 3            | 11             |
| 3    | Tonga              | 3          | 1          | 0          | 2          | 132     | 66        | +66        | 1            | 5              |
| 4    | Papúa Nueva Guinea | 3          | 0          | 0          | 3          | 7       | 361       | -354       | 0            | 0              |

Nota: Se otorgan 4 puntos al equipo que gane un partido y 2 al que empate
Puntos Bonus: 1 punto por convertir 4 tries o más en un partido y 1 al equipo que pierda por no más de 7 tantos de diferencia

### Resultados
| 9 de julio | Samoa | 25 - 17 | Tonga |  |  |
|            |       | Reporte |       |  |  |

| 9 de julio | Fiyi | 152 - 0 | Papúa Nueva Guinea |  |  |
|            |      | Reporte |                    |  |  |

| 13 de julio | Samoa | 91 - 0  | Papúa Nueva Guinea |  |  |
|             |       | Reporte |                    |  |  |

| 13 de julio | Fiyi | 34 - 7  | Tonga |  |  |
|             |      | Reporte |       |  |  |

| 17 de julio | Tonga | 108 - 7 | Papúa Nueva Guinea |  |  |
|             |       | Reporte |                    |  |  |

| 17 de julio | Fiyi | 31 - 24 | Samoa |  |  |
|             |      | Reporte |       |  |  |

| Bandera de Fiyi |
| Campeón Fiyi    |
| Tercer título   |